# ویتلسی
latitudeویتلسیlongitudeویتلسی
ویتلسی (به انگلیسی: Whittlesey) یک شهرک در بریتانیا است که در Fenland واقع شده‌است.

## خصوصیات
ویتلسی ۱۵٬۵۸۱ نفر جمعیت دارد.